# Küçükyusuf, Kars
Küçükyusuf là một xã thuộc thành phố Kars, tỉnh Kars, Thổ Nhĩ Kỳ. Dân số thời điểm năm 2010 là 763 người.